# 費耶特鎮區 (密歇根州)
費耶特鎮區（英語：Fayette Township）是位於美國密歇根州希爾斯代爾縣的一個行政鎮區。

## 地方資料
費耶特鎮區的面積為52.52平方千米，當中陸地面積為51.90平方千米，而水域面積為0.62平方千米。根據2020年美國人口普查的數據，當地共有人口1113人，而人口密度為每平方千米21.19人。